# Lygodactylus blanci
Lygodactylus blanci (карликовий гекон Блана) — вид геконоподібних ящірок родини геконових (Gekkonidae). Ендемік Мадагаскару. Вид названий на честь французького герпетолога Шарля П'єра Блана.

## Опис
Карликові гекони Блана є відносно великими представниками свого роду, їх довжина (без врахування хвоста) становить 4 см. Горло у них плямисте, іноді плями на ньому зливаються у поздовжні смуги.

## Поширення і екологія
Карликові гекони Блана відомі з типової місцевості, розташованої на горі Ібіті в регіоні Вакінанкаратра, на Центральному нагір'ї острова Мадагаскар. Вони живуть серед скель, порослих чагарниками, на висоті від 2000 до 2100 м над рівнем моря. Відкладають яйця.

## Збереження
МСОП класифікує цей вид як вразливий. Карликовим геконам Блана загрожує знищення природного середовища і зміни клімату. 